# Чакырский перевал
Чакы́рский перевал — горный автомобильный перевал в Усть-Канском районе Республики Алтай. Перевал представляет собой пересечение Ануйского хребта автодорогой Беш-Озёк — Ябоган, с щебневым покрытием. Открывает путь из долины реки Песчаной в верхнюю часть бассейна реки Чарыш. Высота перевала 1450 м над уровнем моря.
Со стороны Беш-Озёка дорога поднимается на перевал по долине реки Шиверта, со стороны Ябогана дорога проложена вдоль реки Чакыр, давшей название перевалу.